# Thaïs d'Escufon
Thaïs d'Escufon, née le 28 août 1999 à Toulouse, est une vidéaste web et militante politique française d'extrême droite. Elle est la porte-parole de Génération identitaire de 2018 à sa dissolution par le gouvernement français en 2021.

## Biographie

### Famille et études
Anne-Thaïs du Tertre, ou Anne-Thaïs du Tertre d'Escœuffant, dite Thaïs d'Escufon, est née à Toulouse le 28 août 1999 au sein d'une famille nombreuse catholique,. Elle grandit en Haute-Garonne à Drémil-Lafage, à dix kilomètres de Toulouse.
Scolarisée au lycée Pierre-Paul-Riquet de Saint-Orens-de-Gameville, elle obtient en 2016 un baccalauréat littéraire avec une mention très bien. Elle poursuit ensuite des études en langues étrangères à la faculté du Mirail de Toulouse,.

### Engagements associatifs et politiques
Elle est un temps membre de l'Action française, puis s'engage ensuite au sein de Génération identitaire (GI). En octobre 2018, elle participe à une action contre les locaux de l’ONG SOS Méditerranée. Elle acquiert une notoriété importante à l'occasion d'une action d'agitprop en juin 2020, en marge d'une manifestation contre le racisme et les violences policières organisée par le comité Adama.
Devenue porte-parole de Génération identitaire, Thaïs d’Escufon intervient dans les médias, souvent marqués à droite ou d'extrême droite, mais aussi d'obédience plus généraliste, pour y exposer les thèses de son organisation.
Alors qu'elle construit sa présence sur les réseaux sociaux,, elle fait partie des cadres de Génération identitaire qui sont bannis du réseau social Twitter en juillet 2020. Sur Instagram, son compte est régulièrement suspendu, puis recréé. Son compte sur le réseau TikTok est également supprimé en février 2021. En juin 2021, elle lance sa propre chaîne YouTube. La même année, L'Express la qualifie d'influenceuse.
De septembre 2020 à janvier 2021, elle est community manager du cadre-dirigeant du Rassemblement national Sébastien Chenu. Ce dernier, disant n'avoir découvert l'engagement identitaire de Thaïs d'Escufon que lors de son passage à l'émission Touche pas à mon poste, met un terme à son emploi.
En avril 2021, peu après la dissolution de Génération identitaire, elle lance l'Asla avec d'autres ex-GI, une association se présentant comme destinée à soutenir les « lanceurs d'alerte », bien que ce qualificatif lui soit contesté par d'autres associations de soutien aux lanceurs d'alerte. Dans une vidéo publiée sur YouTube, elle affirme que l'Asla « aura pour unique fonction de communiquer sur les procédures judiciaires ». Dans les faits, une partie importante des anciens membres de Génération identitaire en font partie depuis la dissolution du groupe, et les thématiques abordées sont proches,,.
En janvier 2022, Thaïs d'Escufon annonce jouer aux côtés d'autres militants d'extrême droite dont Julien Rochedy et Papacito, dans un film sur le Moyen Âge, alors que le tournage n'a pas encore commencé. Le projet est finalement abandonné.
Lors de l'élection présidentielle de 2022, elle soutient Éric Zemmour et continue plusieurs années ensuite.
En 2024, elle est assistée par l'agence Progressif Media proche des milieux ultraconservateurs et dans le giron du groupe Vivendi détenu par l'homme d'affaire d'extrême droite Vincent Bolloré, pour le tournage de ses vidéos partagées sur les réseaux sociaux,,.

### Radio
En août 2024, elle est recrutée sur Europe 1, une radio du groupe Lagardère News aussi dirigée par Vincent Bolloré, comme chroniqueuse de l'émission de Cyril Hanouna On marche sur la tête. Ce recrutement est analysé comme une manière, pour Hanouna, de « se venger » de l'ARCOM qui l'a précédemment sanctionné,. Elle participe à une seule émission, Constance Benqué, directrice générale de Lagardère Radio, décidant de ne pas prolonger l'essai.

## Affaires judiciaires
En juin 2021, elle comparaît devant le tribunal correctionnel de Toulouse pour « provocation publique à la haine raciale et injures publiques », à la suite de Mission Pyrénées, une opération anti-migrants de Génération identitaire visant à bloquer la frontière entre la France et l'Espagne,. Selon le procureur, Thaïs d'Escufon avait « stigmatisé » les migrants dans une vidéo YouTube publiée le 21 janvier en affirmant qu'il était « scandaleux qu'un migrant puisse traverser la frontière ». En septembre 2021, elle est condamnée pour « injures publiques » à deux mois de prison avec sursis et à 3 000 euros d'amende, condamnation dont elle annonce faire appel.
En septembre 2022, elle est finalement relaxée, tout comme Jérémie Piano, par la cour d'appel de Toulouse.
Un an d’emprisonnement, dont six mois fermes, a été requis contre elle en octobre 2022 par le parquet de Marseille pour la violente intrusion au siège de SOS Méditerranée le 5 octobre 2018 par 23 membres du groupe d’extrême droite Génération identitaire (dissous en mars 2021). 
Le 20 octobre 2022, elle est condamnée à huit mois de prison avec sursis par le tribunal correctionnel de Marseille « eu égard à sa personnalité et à sa désinvolture ressortant de ses propos dans les médias relevant une absence de prise de conscience ». L'ensemble des condamnés devront verser solidairement de 2 000 à 6 000 euros à chacun des 7 salariés de SOS Méditerranée au titre du préjudice moral et plus de 42 000 euros à SOS Méditerranée pour atteinte à l'image et à la réputation.
En décembre 2021, elle porte plainte pour agression sexuelle et séquestration. Un homme s’est introduit chez elle alors qu'elle rentrait d'une séance de sport et avait ses écouteurs dans les oreilles. Elle affirme également que l'homme s’est présenté à elle comme « un migrant d'origine tunisienne »,,.
En décembre 2023, la DILCRAH saisit l'ARCOM et le procureur de la République, à la suite de propos tenus par Thaïs d'Escufon lors d'une émission sur BFM TV. Elle y était invitée pour parler d'un fait divers médiatisé concernant une jeune femme violée par un immigré sous OQTF et déclarait : « Le principal danger pour les femmes, ce sont les hommes immigrés africains, noirs et arabes. »

## Positionnement
Thaïs d'Escufon est catholique pratiquante et appartient à la mouvance identitaire,. Elle relaie sur Twitter la théorie complotiste et raciste du grand remplacement et affirme défendre la « race blanche » en multipliant « les messages rageurs contre "le péril mortel de l'invasion migratoire" et les appels à la "reconquête" ». Elle partage également des propos complotistes à propos du vote électronique, qui permettrait selon elle d'exclure les électeurs non-vaccinés contre la Covid-19 et de tuer le mouvement identitaire.
Masculiniste et antiféministe, elle cible sur YouTube un public incel et promeut le mouvement tradwife. Elle estime que les femmes doivent se cantonner à jouer le rôle de mère et d'épouse dévouée,,,.
À l'instar d'autres personnalités d'extrême droite, elle a tendance à utiliser la science afin de justifier des thèses antiféministes contre l'égalité homme-femme, en faveur des inégalités entre les sexes et des stéréotypes de genre, sous couvert d'arguments prétendument scientifiques et biologiques.